# 山路誠
山路 誠（やまじ まこと、1970年8月27日 - ）は、日本の俳優。宮崎県出身。プロダクション・タンクに所属していた。

## 出演作品

### テレビ
- 花村大介（2000年）
- 共犯者（2003年）
- 僕と彼女と彼女の生きる道（2004年）
- アットホーム・ダッド（2004年）
- マエストロ（2006年）
- 奇跡体験!アンビリバボー
- ラッキーチョイス

### 舞台
- カンガルーと稲妻（2000年） - 主演
- 夢の海賊（2000年） - サムソン
- でももう花はいらない
- ロールプレイ
- も〜たまらんッ!!

### CM
- ナショナル パナソニック
- 野村證券